# Wabakimi Provincial Park
Wabakimi Provincial Park är en park i Kanada.   Den ligger i provinsen Ontario, i den sydöstra delen av landet, 1 200 km nordväst om huvudstaden Ottawa. Wabakimi Provincial Park ligger 362 meter över havet.
Terrängen runt Wabakimi Provincial Park är platt. Trakten runt Wabakimi Provincial Park är nära nog obefolkad, med mindre än två invånare per kvadratkilometer.. Det finns inga samhällen i närheten. 
I omgivningarna runt Wabakimi Provincial Park växer i huvudsak barrskog.